# Lorenzo Penna (cestista)
Lorenzo Penna (Bentivoglio, 21 gennaio 1998) è un cestista italiano.

## Carriera

### Club
Inizia la sua carriera cestistica nella Polisportiva Giovanni Masi di Casalecchio di Reno sotto la guida di Marco Lucaccini. Successivamente a 12 anni passa alla Virtus Bologna. Dopo aver svolto tutta la trafila del settore giovanile con la Virtus Bologna esordisce in Serie A nella stagione 2015-16 durante la 12ª giornata del girone d'andata contro il Pistoia Basket 2000. Nello stesso anno la Virtus Bologna retrocede in Serie A2.
Nella stagione 2016-17 trova molto più spazio in prima squadra diventando uno dei punti fermi del roster a disposizione di coach Ramagli, come confermato dalle ben 29 presenze con 14,3 minuti medi di impiego per 3,7 punti a partita. Questa si dimostra essere una stagione molto proficua dal punto di vista dei risultati di squadra e la Virtus Bologna ottiene nuovamente la promozione in Serie A battendo in finale play-off l'Alma Trieste, vincendo anche la Coppa Italia di Serie A2.
Il 14 luglio 2017 viene ceduto in prestito all'Andrea Costa Imola.

### Nazionale
Entra a far parte del giro della Nazionale nel 2014 quando, con l'Italia under 16, prende parte agli europei di categoria. Due anni dopo viene convocato per prendere parte all'EuroBasket Under-18 2016, svolto a Samsun (Turchia), con l'Italia under 18, dove contribuisce alla conquista della medaglia di bronzo e alla qualificazione ai successivi Campionati Mondiali Under-19 2017. In quest'ultima competizione Penna, indossando la divisa dell'Italia under 19, conquista una storica medaglia d'argento: miglior risultato di sempre della formazione italiana under-19.

## Statistiche
| Stagione        | Squadra            | Competizione | Partite | Partite | Partite | Statistiche tiro | Statistiche tiro | Statistiche tiro | Altre statistiche | Altre statistiche | Altre statistiche | Altre statistiche | Altre statistiche |
| Stagione        | Squadra            | Competizione | Pres.   | Titol.  | Minuti  | Tiri da 2        | Tiri da 3        | Liberi           | Rimb.             | Assist            | Rubate            | Stopp.            | Punti             |
| --------------- | ------------------ | ------------ | ------- | ------- | ------- | ---------------- | ---------------- | ---------------- | ----------------- | ----------------- | ----------------- | ----------------- | ----------------- |
| 2015-2016       | Virtus Bologna     | Serie A      | 6       | 0       | 10      | 0/0              | 0/0              | 0/2              | 1                 | 0                 | 0                 | 0                 | 0                 |
| 2016-2017       | Virtus Bologna     | Serie A2     | 29      |         | 416     | 21/64            | 16/68            | 16/21            | 47                | 31                | 30                | 0                 | 106               |
| 2017-2018       | A. Costa Imola     | Serie A2     | 30      |         | 863     | 58/115           | 16/77            | 68/95            | 77                | 109               | 49                | 2                 | 232               |
| 2018-2019       | A.P. Udinese       | Serie A2     | 30      |         | 693     | 25/47            | 25/66            | 22/35            | 73                | 83                | 37                | 0                 | 147               |
| 2019-2020       | A.P. Udinese       | Serie A2     | 21      |         | 376     | 10/32            | 15/42            | 14/16            | 38                | 45                | 12                | 0                 | 79                |
| 2020-2021       | Reale Mutua Torino | Serie A2     | 25      |         | 443     | 16/41            | 14/57            | 26/33            | 50                | 70                | 24                | 0                 | 100               |
| 2021-2022       | Scaligera Verona   | Serie A2     | 7       |         | 158     | 7/15             | 6/17             | 7/10             | 11                | 13                | 13                | 1                 | 39                |
| 2022-2023       | Pall. Forlì 2.015  | Serie A2     | 23      |         | 509     | 34/70            | 13/46            | 60/85            | 64                | 65                | 31                | 3                 | 167               |
| Totale carriera |                    |              |         |         |         |                  |                  |                  |                   |                   |                   |                   |                   |

## Palmarès
- Campionato italiano dilettanti: 1

Virtus Bologna: 2016-17
- Coppa Italia LNP: 1

Virtus Bologna: 2017